# Pedro de Figueiredo

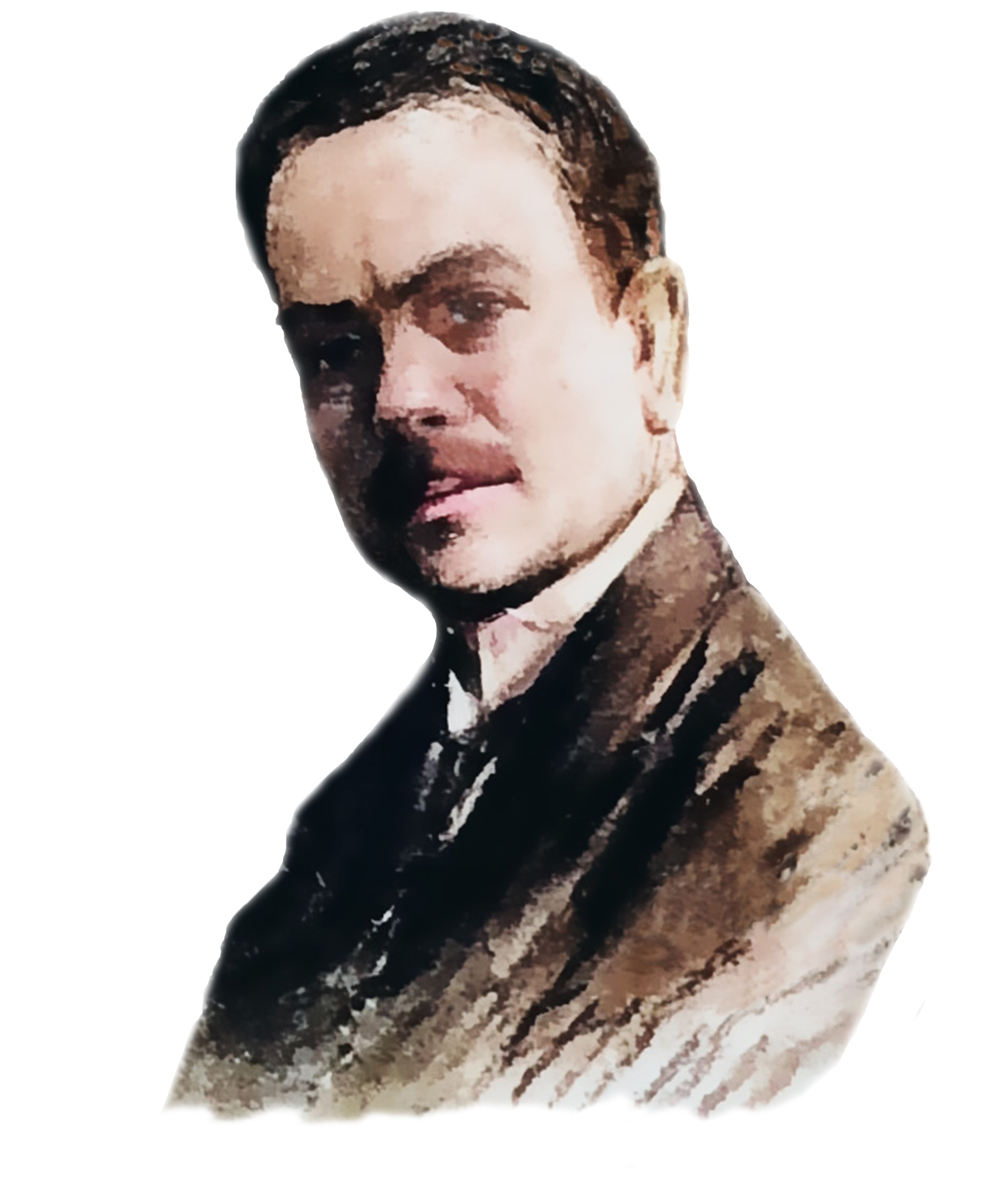
Pedro de Figueiredo - Auto retrato de 1924 (pormenor do desenho feito para a Escola Artística Soares dos Reis, onde lecionou)

Pedro de Figueiredo Ferreira (Tondela, 19 de abril de 1880 – Porto 19 de agosto de 1972) conhecido como Pedro de Figueiredo nasceu em Tondela e foi um ciente pedagogo, nas Escolas Técnicas e Industriais do Porto, e um ilustre pintor português.

## Vida e Obra
Pedro de Figueiredo nasceu a na freguesia de Santa Maria em Tondela.  Era filho de José de Figueiredo Ferreira, marceneiro de profissão, de Maria Soledade de Matos, costureira, e sobrinho do conhecido filólogo Cândido de Figueiredo. Em Tondela frequentou e completou o ensino elementar prosseguindo depois os seus estudos nas Escolas Técnicas e Industriais do Porto. 
Em 1895 ingressou na Academia Portuense de Belas Artes, onde concluiu o curso de Desenho Histórico seguido do curso de Pintura Histórica. Foi discípulo de João Marques de Oliveira, José de Brito e João Augusto Ribeiro. Na qualidade de aluno finalista laureado obteve uma bolsa académica que lhe permitiu frequentar a Académie de La Grande Chaumiére em Paris. Foi depois docente nas escolas técnicas e industriais do Porto, com referência à Escola Infante D. Henrique onde efectivou e da qual foi transferido para a Escola Industrial Faria de Guimarães, actualmente Escola Artística Soares dos Reis, onde exerceu também o cargo de director e onde permaneceu até à sua jubilação. Nesta instituição foi colega de Bertino Daciano Guimarães, Joaquim Lopes, Júlio Ramos, Heitor Cramez, José Marques da Silva, António Teixeira Lopes, Francisco Torrinha, entre outros. Dirigiu a Escola de Desenho Industrial de Gondomar de 1917 a 1919, onde também lecionou. Foi co-fundador e mentor da ideia da criação de uma das mais importantes instituições do concelho de Tondela, a Biblioteca Tomaz Ribeiro e também um dos seus maiores promotores, contribuindo para o seu enriquecimento através da entrega de múltiplas doações bibliográficas bem como exemplares da sua produção artística e de outros, seus contemporâneos.
Pertence à primeira geração de artistas modernos portugueses, empenhado na defesa das correntes oitocentistas e as suas obras são indubitáveis provas denotativas da influência das diversas correntes artísticas do modernismo. Ar-livrista a sua obra apresenta instantâneos felizes, alguns captados nos arredores do Porto, no gosto pela pintura ao ar livre e pela representação da luz e da cor da Belle Époque. Explorou as numerosas ramificações da Arte Moderna inspirado nas linhas dos impressionistas franceses, no trato dos jogos de incidência de luz. Mais tarde dá ênfase a outra vertente do modernismo: o expressionismo, no trato de paisagens, retratos e interiores. Multifacetado deixou um vasto leque de obras antológicas desde óleos, pastéis, aguarelas, sépias, grafites, carvões, desenhos à pena e pintura azulejar, bens culturais reveladores da sua enorme perícia no tratamento de elementos plásticos versados nas diversas correntes artísticas e movimentos culturais seus contemporâneos.
A ele se deve o esboço e a inspiração para um dos mais belos monumentos, na temática de invocação aos mortos na Grande Guerra, intitulado: Homenagem ao Combatente Português. Um magnífico padrão que pode ser admirado no principal largo da cidade de Tondela, subjugado à sua particular legenda: "A alegria dos que regressam / não faz esquecer os que morreram".
No âmbito do desenho, procedeu a estudos etnográficos e ilustração de livros, alguns dos quais de Isaura Correia Santos. Encontra-se representado em diversas instituições culturais nacionais como o Museu Nacional Soares dos Reis, Museu Nacional de Arte Contemporânea, Museu Municipal Santos Rocha na Figueira da Foz, Museu de Ovar e o Museu do Abade de Baçal em Bragança.
Projectou e executou dezenas de composições azulejares que, mais do que um elemento decorativo ou um ornamento, são de um valor documental indiscutível. Possui, neste âmbito, diversos exemplares registados do centro ao norte do país, em diferentes temáticas com destaque para painéis historicistas revivalistas. Um dos mais emblemáticos é o conjunto de 8 silhares do hall de entrada dos Paços do Concelho de Tondela. 
De 1912 a 1921, para o extinto e famoso Laboratório Médico Prof. Alberto de Aguiar, no Porto, na rua da Restauração número 362, pintou, de forma sublime, painéis figurativos, frisos e medalhões onde imortalizou, pelo retrato, cientistas portugueses, mas também químicos, bacteriologistas, patologistas e fisiologistas consagrados de além fronteiras, vultos de gloriosos da ciência mundial.

### Relação presente da sua obra azulejar recolhida:
1909 - Silhares da Casa Ramos Pinto em Vila Nova de Gaia
1911-12 - Painel em Santa Maria da Feira
1912 - Painéis da Câmara Municipal do Peso da Régua
1914 - Azulejos de fachada na Rua Mouzinho da Silveira, nº 61, Porto
1916 - Fachada e interior da Fonte das Pedras Salgadas
1912-21 - Painéis, frisos e medalhões do Laboratório Médico Alberto de Aguiar
1921 - Silhares do jardim de inverno do Palacete dos Viscondes de São João da Pesqueira no Porto
1921-22 - Painéis da Casa de Francisco Pereira Ferraz
1932-33 - Painéis do átrio da Câmara Municipal de Tondela
1935 - Painel da frontaria do Arquivo Municipal de Tondela

## Exposições
Participou em inúmeras exposições a maioria das quais patrocinadas pela Sociedade de Belas Artes do Porto, outras pelo Secretariado Nacional de Informação. Neste âmbito foi sócio correspondente da Sociedade Nacional de Belas Artes. 
Partilhou diversos espaços expositivos, no Porto, Coimbra e Lisboa, com renomados artistas nacionais como António Carneiro, Falcão Trigoso, Abel Salazar, Jorge Colaço, Eduarda Lapa, entre outros. Foi sócio correspondente da Sociedade Nacional de Belas Artes, do Grupo de Artistas Portugueses, do Círculo José Figueiredo e sócio Honorário dos Bombeiros Voluntários de Tondela e Associação Artística de Socorros Mútuos 19 de Março de Tondela.
Fez parte da Grande Comissão de Honra para exposição de homenagem e consagração do mestre pintor Souza Pinto.
Em Tondela o seu nome é toponímia e em 2023, a mesma cidade, homenageou-o com uma exposição póstuma de algumas das suas obras intitulada EXEMPLARIS- Pedro de Figueiredo, que esteve patente ao público nos meses de maio e junho.